# 小変形二十・二十・十二面体
小変形二十・二十・十二面体（しょうへんけいにじゅう・にじゅう・じゅうにめんたい、Small snub icosicosidodecahedron）または変形二重二十・十二面体（へんけいにじゅうにじゅう・じゅうにめんたい、Snub disicosidodecahedron）とは、一様多面体の一種である。サッカーボールの五角形を五芒星に、六角形を六芒星（ただし、枠が正六角形にはなっていない）に変え、隙間を正三角形で埋めたような形をしている。

## 性質
- 構成面: 正三角形100枚（2枚重なったものが20枚+その他60枚）、正5/2角形12枚、計112枚
- 辺: 180
- 頂点: 60
- 頂点形状: 35, 5/2
- ワイソフ記号: | 5/2 3 3
- 枠: 切頂二十面体の正六角形を、隣り合う辺の長さの比が{\displaystyle 1:{\frac {{\sqrt {2{\sqrt {5}}+3}}-1}{2}}}となる六角形に変更したもの。
- 双対: 小六角六十面体（英語版）